# Габриэль, Пьер
Пьер Габриэ́ль (фр. Pierre Gabriel, также известен как Пе́тер Га́бриэль, нем. Peter Gabriel; 1 августа 1933, Бич, департамент Мозель, Франция — 24 ноября 2015, Санкт-Галлен, Швейцария) — французский и швейцарский математик, известный результатами в алгебраической геометрии, гомологической алгебре, теории категорий.
Получил специализацию в математике на курсе Жан-Пьера Серра в Коллеж де Франс, в годы учёбы написал первую версию курса «Локальная алгебра. Множественности» (1957—1958).
В 1960 году защитил докторскую диссертацию, посвящённую расширению Кана в Парижском университете, а в 1961 — ещё одну[уточнить], посвящённую абелевой категории, которая была опубликована в «Бюллетене Французского математического общества» (фр. Bulletin de la Société Mathématique de France).
В сотрудничестве с Александром Гротендиком работал на первом и третьем семинарах по алгебраической геометрии в Буа-Мари. Вместе с Михаэлем Цисманом создал теорию цепной гомотопии. В соавторстве с Мишелем Демазюром выпустил учебник по алгебраическим группам, изложенный средствами гомологической алгебры. В 1970 году доказал, что колчаны конечного типа (с конечным числом неделимых представлений) соответствуют диаграмме Дынкина.
В 1980 и 1981 годах избирался председателем Швейцарского математического общества. С 1986 года — член-корреспондент Французской академии наук. В тот же год — приглашённый докладчик на Международном конгрессе математиков в Беркли, где представил результаты по тонким[уточнить] алгебраическим представлениям.
Профессор Страсбургского Мецского, Боннского и Цюрихского университетов.
Сторонник франко-немецкого билингвизма в Эльзасе и Лотарингии.